# Matthew Garber
Matthew Adam Garber (Stepney, Londres; 25 de marzo de 1956 - Hampstead, Londres; 13 de junio de 1977) fue un actor británico conocido por su papel de Michael Banks en la película de Walt Disney Mary Poppins.

## Primeros años de vida
Era hijo de padres actores. Asistió al colegio St. Paul en Winchmore HillBorn y al colegio Highgate en Hightgate, al norte de Londres.

## Carrera
Garber debutó en pantalla a los siete años, en la película de Disney Las tres vidas de Thomasina. Ese mismo año fue contratado, junto con la coprotagonista de Thomasina (Karen Dotrice), para interpretar a los hijos de George Banks (David Tomlinson), quien recibe una gran sorpresa con la llegada de una niñera llamada Mary Poppins (Julie Andrews). La adaptación de Disney de la serie de libros de P.L. Travers ganó cinco óscars y lanzó a sus estrellas a la fama en todo el mundo.
Garber y Dotrice volverían a actuar juntos en 1967 en El abuelo está loco, en la que interpretaban a los nietos de un magnate de la industria maderera (Walter Brennan) al que un gnomo al que se encuentra en el bosque le pide ayuda para evitar la extinción de su especie.

## Fallecimiento
El 13 de junio de 1977, Garber murió en Londres, de una pancreatitis necrótica hemorrágica. El 24 
de octubre de 2004, el periódico Mail On Sunday publicó una entrevista con Fergus Garber, su hermano pequeño: le dijo a los periodistas que Garber había contraído la hepatitis probablemente por comer carne en mal estado durante su viaje a la India en 1976, y que ésta se había extendido hacia el páncreas cuando su padre llevó a Garber de vuelta a Inglaterra al año siguiente.
Garber fue reconocido de forma póstuma como Leyenda Disney en 2004, reconocimiento que Fergus Garber aceptó en su lugar.
En el DVD del 40 aniversario de Mary Poppins, Karen Dotrice dijo que lamentaba no haber estado en contacto con Garber antes de su muerte.

## Filmografía
| Año  | Película                    | Papel           |
| ---- | --------------------------- | --------------- |
| 1963 | Las tres vidas de Thomasina | Geordie         |
| 1964 | Mary Poppins                | Michael Banks   |
| 1967 | El abuelo está loco         | Rodney Winthrop |